# Robusticoelotes sanmenensis
Robusticoelotes sanmenensis är en spindelart som först beskrevs av Tang, Yin och Zhang 2002.  Robusticoelotes sanmenensis ingår i släktet Robusticoelotes och familjen mörkerspindlar. Inga underarter finns listade i Catalogue of Life.